# (32436) Eranofek
2000 RQ97 (asteroide 32436) é um asteroide da cintura principal. Possui uma excentricidade de 0.04441110 e uma inclinação de 21.12661º.
Este asteroide foi descoberto no dia 5 de setembro de 2000 por LONEOS em Anderson Mesa.